# Max Meyer
Maximilian "Max" Meyer, född 18 september 1995, är en tysk fotbollsspelare som spelar för cypriotiska APOEL.

## Klubbkarriär
Den 2 augusti 2018 värvades Meyer av Crystal Palace, där han skrev på ett treårskontrakt. Den 15 januari 2021 kom Meyer överens med Crystal Palace om att bryta sitt kontrakt. Den 27 januari värvades Meyer till 1. FC Köln, där kontraktet skrevs till resten av säsongen 20/21. 
Den 2 september 2021 gick Meyer på fri transfer till den turkiska klubben Fenerbahçe, där han skrev på ett tvåårskontrakt. Den 31 januari 2022 lånades Meyer ut till danska Midtjylland på ett låneavtal över resten av säsongen 2021/2022.
Den 24 augusti 2022 värvades Meyer av schweiziska FC Luzern, där han skrev på ett tvåårskontrakt. Den 4 juli 2024 värvades Meyer av cypriotiska APOEL, där han skrev på ett tvåårskontrakt.

## Landslagskarriär
Meyer debuterade för Tysklands landslag den 13 maj 2014 i en 0–0-match mot Polen.